# Chris Corchiani
Christopher Corchiani, detto Chris (Coral Gables, 28 marzo 1968), è un ex cestista statunitense con cittadinanza italiana, professionista nella NBA e in Europa.

## Carriera
Trascorre il periodo universitario presso la North Carolina State University, dove forma la cosiddetta coppia Fire and Ice insieme a Rodney Monroe. Qui si impone come il miglior passatore di sempre dell'intera Division I NCAA (massimo livello del basket collegiale americano) con un totale di 1038 assist distribuiti nei quattro anni di permanenza (primato battuto due anni più tardi da Bobby Hurley di Duke). Nel 1990-1991 è anche il miglior assistman di quella stagione della NCAA Division I con 9,7 di media a partita. Al termine della sua carriera collegiale è inoltre posizionato al quinto posto nella graduatoria di sempre di palle rubate nella storia della NCAA Division I.
La sua maglia, così come quella di Monroe, è stata ritirata ufficialmente dall'ateneo nel 2003.
Corchiani viene chiamato dagli Orlando Magic al secondo giro del draft NBA 1991 (36ª scelta complessiva), tuttavia inizia la stagione nella lega minore GBA. Il debutto in NBA avviene nel gennaio 1992 con la maglia dei Magic, che lo rilasciano nel dicembre dello stesso anno. Durante questo periodo colleziona 51 presenze nella rimanente parte della NBA 1991-1992 e 9 presenze a novembre nella prima parte della NBA 1992-1993. Complessivamente, nella sua parentesi NBA in Florida segna 5,0 punti a partita e distribuisce 2,8 assist in 14,5 minuti a gara.
Successivamente ha due brevissime parentesi in CBA coi Rapid City Thrillers (tre partite) e in NBA coi Washington Bullets (una partita nel gennaio 1993), quindi approda in Italia per sostituire Terry Teagle alla Benetton Treviso con lo status di straniero nella parte finale della stagione 1992-1993: gioca le ultime nove giornate di regular season viaggiando a 17,9 punti e 3,6 assist di media, poi diventati 19,6 punti e 2,6 assist in altrettante nove gare dei play-off che vedono i veneti sconfitti nelle finali contro la Virtus Bologna.
Torna in NBA nell'annata seguente, con l'ingaggio da parte dei Boston Celtics avvenuto nel settembre 1994. Con i biancoverdi scende in campo in 51 occasioni, nelle quali mette a segno 2,3 punti nei 9,2 minuti di media in cui viene utilizzato dal tecnico Chris Ford.
La sua carriera prosegue lontano dagli Stati Uniti. Nel 1994-1995 veste la canotta dei campioni di Turchia in carica dell'Efes Pilsen. Nel 1995-1996 è di scena con i tedeschi del Bayer Leverkusen, squadra che l'anno prima aveva affrontato il suo Efes in Coppa dei Campioni e che finisce per dominare quella stagione della Bundesliga, Disputa poi la Liga ACB 1996-1997 con i colori del Girona, formazione con cui realizza 13,5 punti e 3,3 assist di media.
Dopo un anno di inattività ottiene il passaporto italiano nel 1998 e torna a militare proprio nel campionato italiano con la Mens Sana Siena. Con il club toscano totalizza 8,8 punti e 4,0 assist in 26 partite di regular season e 11,3 punti e 3,7 assist nelle tre gare dei play-off della Serie A1 1998-1999, persi agli ottavi di finale contro la Virtus Roma. Nel dicembre 1999 inizia la sua terza parentesi italiana andando a rinforzare la rosa del Basket Rimini a campionato in corso. Contribuisce al raggiungimento della salvezza in maniera incisiva nonostante cifre non troppo appariscenti pari a 5,1 punti e 1,7 assist in 20,4 minuti di utilizzo.
L'ultima squadra con cui è sceso in campo è il TAU Vitoria: arrivato nell'aprile 2000 in sostituzione di Carlos Uzal, col club basco è arrivato fino alle finali di Eurolega 2000-01 contro la Virtus Bologna, serie non giocata da Corchiani a causa di un'ernia inguinale. Tra il 2002 e il 2003 si accorda per due volte con il Lucentum Alicante ma non gioca per problemi fisici, ritirandosi di fatto dall'attività agonistica.

## Palmarès

### Squadra
- Campionato tedesco: 1

Bayer Leverkusen: 1995-96
- Campionato spagnolo: 1

Saski Baskonia Vitoria: 2001-02
- Copa del Rey: 1

Saski Baskonia Vitoria: 2002
- Liga catalana: 1

Girona: 1996
- Coppa Italia: 1

Pallacanestro Treviso: 1993

### Individuale
- McDonald's All-American Game (1987)